# Andreas Köhler (Politiker)
Andreas Köhler (* 28. Juli 1954 in Essen) ist ein deutscher Rechtsanwalt und ehemaliger Politiker (SPD). Er war von 1999 bis 2001 und 2006 bis 2011 Mitglied des Abgeordnetenhauses von Berlin. 

## Ausbildung und Beruf
Köhler schloss 1974 eine Lehre zum Industriekaufmann bei der Bayer AG ab und begann gleichzeitig das Studium der Rechtswissenschaften und Betriebswirtschaft in Berlin, Genf und Köln. Dieses schloss er 1981 mit dem ersten juristischen Staatsexamen ab. Es folgten das Referendariat und 1985 die Promotion an der FU Berlin über Die Eigentumsentwicklung bei den Aschanti. Im gleichen Jahr legte er das zweite juristische Staatsexamen ab.
Seitdem ist Köhler Rechtsanwalt und hat eine eigene Kanzlei in Berlin-Mitte mit den Schwerpunkten Handels-, Gesellschafts-, Bau- und Insolvenzrecht. Seit 1989 hat er auch eine Zulassung als Steuerberater. Bis 2013 war er Vorstandsmitglied der Rechtsanwaltskammer Berlin. Seine prominentesten Mandanten sind Thilo Sarrazin und Franziska Giffey.

## Politik
1999 bis 2001 und 2006 bis 2011 war Köhler Mitglied des Abgeordnetenhauses von Berlin. Er kandidierte im Wahlkreis Lichtenberg 6. Bis 2011 war Köhler Vorsitzender des Untersuchungsausschusses zu den Unregelmäßigkeiten beim Verkauf des Spreedreiecks. 2002 und 2005 trat er erfolglos zur Bundestagswahl als Direktkandidat des Wahlkreises Berlin-Lichtenberg an.
Köhler kritisierte 2023 seine eigene Partei, die SPD Berlin, wegen ihrer sachlichen und personellen Fehler, die zur Niederlage bei der Abgeordnetenhauswahl geführt hätten.

## Mitgliedschaften
Köhler ist Vorsitzender des Bürgervereins Berlin-Karlshorst und Mitglied der Arbeiterwohlfahrt und des Arbeiter-Samariter-Bundes.